# Chionaema rafflesiana
Chionaema rafflesiana là một loài bướm đêm thuộc phân họ Arctiinae, họ Erebidae.